# Sebastian Wotschke
Sebastian Wotschke, né le 29 janvier 1992 à Berlin, est un coureur cycliste allemand. Il participe à des compétitions sur route et sur piste.

## Palmarès sur route
- 2015
  - 2e du Grand Prix de Buchholz

## Palmarès sur piste

### Championnats d'Europe
- Anadia 2014
  -  Médaillé de bronze de la poursuite par équipes espoirs

### Championnats d'Allemagne
- 2012
  - 3e de la poursuite par équipes
  - 3e de l'américaine
- 2014
  - 3e de la poursuite par équipes
- 2015
  - 3e de la course aux points